# Ernetschwil
Ernetschwil is een plaats en voormalige gemeente in het Zwitserse kanton Sankt Gallen en maakt deel uit van het district See-Gaster.
Ernetschwil telt 1344 inwoners.

## Geschiedenis
Op 1 januari 2013 ging Ernetschwil op in de gemeente Gommiswald.
- Gemeinsame Normdatei: 4657497-9
- Historisch woordenboek van Zwitserland: 001366
- Virtual International Authority File: 242300232
- WorldCat: E39PBJrGxYdyjYwjvfK3VkxqwC